# セカンド・オピニオン
セカンドオピニオン（英: Second opinion）とは、よりよい決断をするために、当事者以外の専門的な知識を持った第三者に求める「意見」、または「意見を求める行為」のことである。
日本においては主に医療の分野で用いられる用語であり、本項でもそれについて解説する。

## 医療
医療の分野の場合、患者が検査や治療を受けるにあたって主治医以外の医師に求めた「意見」、または「意見を求める行為」。主治医に「全てを任せる」という従来の医師患者関係を脱して、複数の専門家の意見を聞くことで、より適した治療法を患者自身が選択していくべきと言う考え方に沿ったものである。
セカンド・オピニオンを求める場合、まずは主治医に対し、他医への紹介状（診療情報提供書）、画像診断フィルム、検査の記録の作成等の情報提供を依頼する必要がある。意見を求められた医師は、これまでの治療経過や病状の推移を把握しないことには適切な助言をすることが難しいからである。その上で紹介先を受診し意見を求めることになる。このとき新たな検査を必要とする場合もある。セカンド・オピニオン外来では、主治医に対する報告書を作成し、主治医から提出された資料も返却する。
セカンド・オピニオン外来は自費診療となる。これは、セカンド・オピニオンは「診療」ではなく「相談」になるため、健康保険給付の対象とはならず、全額自己負担となる（なお保険医療機関を受診し保険証を提示して、患者が一般外来での保険診療を希望する場合は、保険診療の取扱いとなる）。また、生活保護受給者に対しては、医師が必要と認めない場合は「自費診療」扱いとなるため、生活保護の医療扶助の対象外となり、セカンド・オピニオンを求めて別の病院の医師に相談することが事実上不可能となっている。
医療において近年、治療効果だけでなくクオリティ・オブ・ライフも重視されるようになってきたことから、特にこれらを両立する方法が問題となる、がん治療や、精神医療の投薬治療において注目されるようになってきた。

## セカンド・オピニオンに該当しない例
- 主治医からの情報提供が得られない、セカンド・オピニオンを受けることを了承していない場合
- 主治医の診断、治療方針に納得できない。との意向で別医に受診する場合
- 希望する医療機関先で保険診療する場合(正規セカンドオピニオンで保険外で面接後にその医療機関で診療を行い始める場合は通常の保険診療となる)
- 主治医とは別の医師の診察を希望する場合
- 転医を希望・転医を前提とした相談
- 主治医に対する不満や苦情の相談
- 訴訟等を目的とする相談
  - 医療ミス・医療過誤の有無を調べること
  - これまで行われた治療が正しかったかどうかの確認
- 既に終了した治療、死亡した者を対象とする相談
- 医療費、医療給付に関する相談